# Josef Prodělal
Josef Prodělal (* 15. listopadu 1947 Vacenovice) je český fotograf a grafik.

## Biografie
Josef Prodělal se narodil 15. listopadu 1947 ve Vacenovicích u Jaroměřic nad Rokytnou, v patnácti letech začal fotografovat. V letech 1976–1979 vystudoval Institut výtvarné fotografie v Brně, začal fotit fotografické seriály, začal cyklem Zemědělství, později se věnoval cyklům Fauna, Portrét nebo Obrazy.
Je členem Unie výtvarných umělců České republiky a Sdružení výtvarných umělců Vysočiny a skupiny Pět třebíčských fotografů. Je zastoupen v soukromých sbírkách a ve sbírce Muzea Vysočiny Třebíč.

## Výstavy autorské
- výstavní síň Okresního kulturního střediska, Třebíč, 1978
- výstavní síň Městského národního výboru, Moravský Krumlov, 1978
- výstavní síň Okresního kulturního střediska, Třebíč, 1979
- výstavní síň Městského národního výboru, Moravský Krumlov, 1979
- Osvětová beseda, Moravské Budějovice, 1980
- společenský sál Jaderné elektrárny, Dukovany, 1980
- Státní zámek Jaroměřice nad Rokytnou, Jaroměřice nad Rokytnou, 1980
- výstavní síň Okresního kulturního střediska, Třebíč, 1981
- výstavní síň Městského národního výboru, Moravský Krumlov, 1981
- Závodní klub TESLA, Rožnov pod Radhoštěm, 1982
- Okresní kulturní středisko Bedřicha Václavka, Třebíč, 1983
- Svaz požární ochrany, Jemnice, 1984
- Klub školství a vědy B. Václavka, Brno, 1984
- výstavní síň Městského národního výboru, Moravský Krumlov, 1986 (spolu s Vladimírem Braunerem)
- výstavní síň Okresního kulturního střediska, Třebíč, 1987
- Sdružený klub pracujících, Letovice, 1987
- Státní zámek Jaroměřice nad Rokytnou, Jaroměřice nad Rokytnou, 1987 (spolu s Janem Pevným)
- Státní zámek Jaroměřice nad Rokytnou, Jaroměřice nad Rokytnou, 1997
- Západomoravské muzeum Třebíč, Třebíč, 1997
- Galerie Synagoga, Velké Meziříčí, 1997
- výstavní síň Fondu Třebíč, Třebíč, 1998
- Západomoravské muzeum Třebíč, Třebíč, 1999
- Městské kulturní středisko, Třebíč, 2000
- Základní škola, Myslibořice, 2001
- Městské kulturní středisko, Třebíč, 2002
- Muzeum Vysočiny Třebíč, Třebíč, 2007 (k vydání knihy)
- Zámek Náměšť nad Oslavou, Náměšť nad Oslavou, 2010
- výstavní síň Foto Škoda, Praha, 2010 (spolu s Jaroslavem Hedvábným)
- Galerie a kulturní středisko, Dačice, 2012
- Špitál – MěKS, Jaroměřice nad Rokytnou, 2016
- Galerie Kruh, Třebíč, 2016
- Muzeum Vysočiny Třebíč, Třebíč, 2017[4]
- Horácká galerie, Nové Město na Moravě, 2017
- Muzeum Vysočiny, Jihlava, 2023